# Meridià 58 a l'oest
El meridià 58 a l'oest de Greenwich és una línia de longitud que s'estén des del pol Nord travessant l'oceà Àrtic, Groenlàndia, Amèrica del Sud, l'oceà Atlàntic, l'oceà Antàrtic, i l'Antàrtida fins al pol Sud.
El meridià 58 a l'oest forma un cercle màxim amb el meridià 122 a l'est. Com tots els altres meridians, la seva longitud correspon a una semicircumferència terrestre, uns 20.003,932 km. Al nivell de l'Equador, és a una distància del meridià de Greenwich de 6.458 km.

## De Pol a Pol
Començant en el pol Nord i dirigint-se cap al pol Sud, aquest meridià travessa:
| Coordenades                             | País, territori o mar  | Notes |
| --------------------------------------- | ---------------------- | --- |
| 90° 0′ N, 58° 0′ O / 90.000°N,58.000°O  | Oceà Àrtic             | |
| 83° 32′ N, 58° 0′ O / 83.533°N,58.000°O | Mar de Lincoln         | |
| 82° 8′ N, 58° 0′ O / 82.133°N,58.000°O  | Groenlàndia            | |
| 75° 5′ N, 58° 0′ O / 75.083°N,58.000°O  | Badia de Baffin        | |
| 70° 0′ N, 58° 0′ O / 70.000°N,58.000°O  | Estret de Davis        | |
| 60° 0′ N, 58° 0′ O / 60.000°N,58.000°O  | Oceà Atlàntic          | Mar de Labrador |
| 54° 54′ N, 58° 0′ O / 54.900°N,58.000°O | Canadà                 | Terranova i Labrador — Labrador Quebec — des de 52° 0′ N, 58° 0′ O / 52.000°N,58.000°O                                                                                     |
| 51° 18′ N, 58° 0′ O / 51.300°N,58.000°O | Golf de Sant Llorenç   | |
| 49° 34′ N, 58° 0′ O / 49.567°N,58.000°O | Canadà                 | Terranova i Labrador — illa de Terranova |
| 47° 40′ N, 58° 0′ O / 47.667°N,58.000°O | Oceà Atlàntic          | |
| 6° 47′ N, 58° 0′ O / 6.783°N,58.000°O   | Guyana                 | Passa a l'est de Georgetown |
| 4° 15′ N, 58° 0′ O / 4.250°N,58.000°O   | Surinam                | |
| 3° 56′ N, 58° 0′ O / 3.933°N,58.000°O   | Guyana                 | Passa a través de l'àrea reclamada per Surinam |
| 1° 33′ N, 58° 0′ O / 1.550°N,58.000°O   | Brasil                 | Pará Amazones — des de 1° 30′ S, 58° 0′ O / 1.500°S,58.000°O Pará — des de 6° 8′ S, 58° 0′ O / 6.133°S,58.000°O Mato Grosso — des de 7° 24′ S, 58° 0′ O / 7.400°S,58.000°O |
| 17° 31′ S, 58° 0′ O / 17.517°S,58.000°O | Bolívia                | |
| 19° 29′ S, 58° 0′ O / 19.483°S,58.000°O | Brasil                 | Mato Grosso do Sul |
| 19° 53′ S, 58° 0′ O / 19.883°S,58.000°O | Bolívia                | Per uns 20 km |
| 20° 3′ S, 58° 0′ O / 20.050°S,58.000°O  | Brasil                 | Mato Grosso do Sul |
| 20° 37′ S, 58° 0′ O / 20.617°S,58.000°O | Paraguai               | |
| 25° 2′ S, 58° 0′ O / 25.033°S,58.000°O  | Argentina              | |
| 26° 5′ S, 58° 0′ O / 26.083°S,58.000°O  | Paraguai               | |
| 27° 16′ S, 58° 0′ O / 27.267°S,58.000°O | Argentina              | |
| 31° 24′ S, 58° 0′ O / 31.400°S,58.000°O | Uruguai                | Per uns 15 km |
| 31° 32′ S, 58° 0′ O / 31.533°S,58.000°O | Argentina              | Per uns 10 km |
| 31° 38′ S, 58° 0′ O / 31.633°S,58.000°O | Uruguai                | |
| 34° 16′ S, 58° 0′ O / 34.267°S,58.000°O | Río de la Plata        | |
| 34° 48′ S, 58° 0′ O / 34.800°S,58.000°O | Argentina              | |
| 38° 21′ S, 58° 0′ O / 38.350°S,58.000°O | Oceà Atlàntic          | |
| 51° 23′ S, 58° 0′ O / 51.383°S,58.000°O | Illes Malvines         | Illa Soledad — reclamada per Argentina |
| 51° 45′ S, 58° 0′ O / 51.750°S,58.000°O | Oceà Atlàntic          | |
| 60° 0′ S, 58° 0′ O / 60.000°S,58.000°O  | Oceà Antàrtic          | |
| 61° 54′ S, 58° 0′ O / 61.900°S,58.000°O | Illes Shetland del Sud | Illa Rei Jordi — reclamat per Argentina, Xile i Regne Unit |
| 62° 4′ S, 58° 0′ O / 62.067°S,58.000°O  | Oceà Antàrtic          | |
| 63° 23′ S, 58° 0′ O / 63.383°S,58.000°O | Antàrtida              | Península Antàrtica — reclamat per Argentina, Xile and Regne Unit |
| 63° 41′ S, 58° 0′ O / 63.683°S,58.000°O | Oceà Antàrtic          | Mar de Weddell |
| 63° 51′ S, 58° 0′ O / 63.850°S,58.000°O | Antàrtida              | Illa James Ross — reclamat per Argentina, Xile and Regne Unit |
| 64° 24′ S, 58° 0′ O / 64.400°S,58.000°O | Oceà Antàrtic          | Mar de Weddell |
| 75° 42′ S, 58° 0′ O / 75.700°S,58.000°O | Antàrtida              | Antàrtida Argentina, reclamat per Argentina · Territori Antàrtic Xilè, reclamat per Xile · Territori Antàrtic Britànic, reclamat per Regne Unit                            |